# Key lime pie

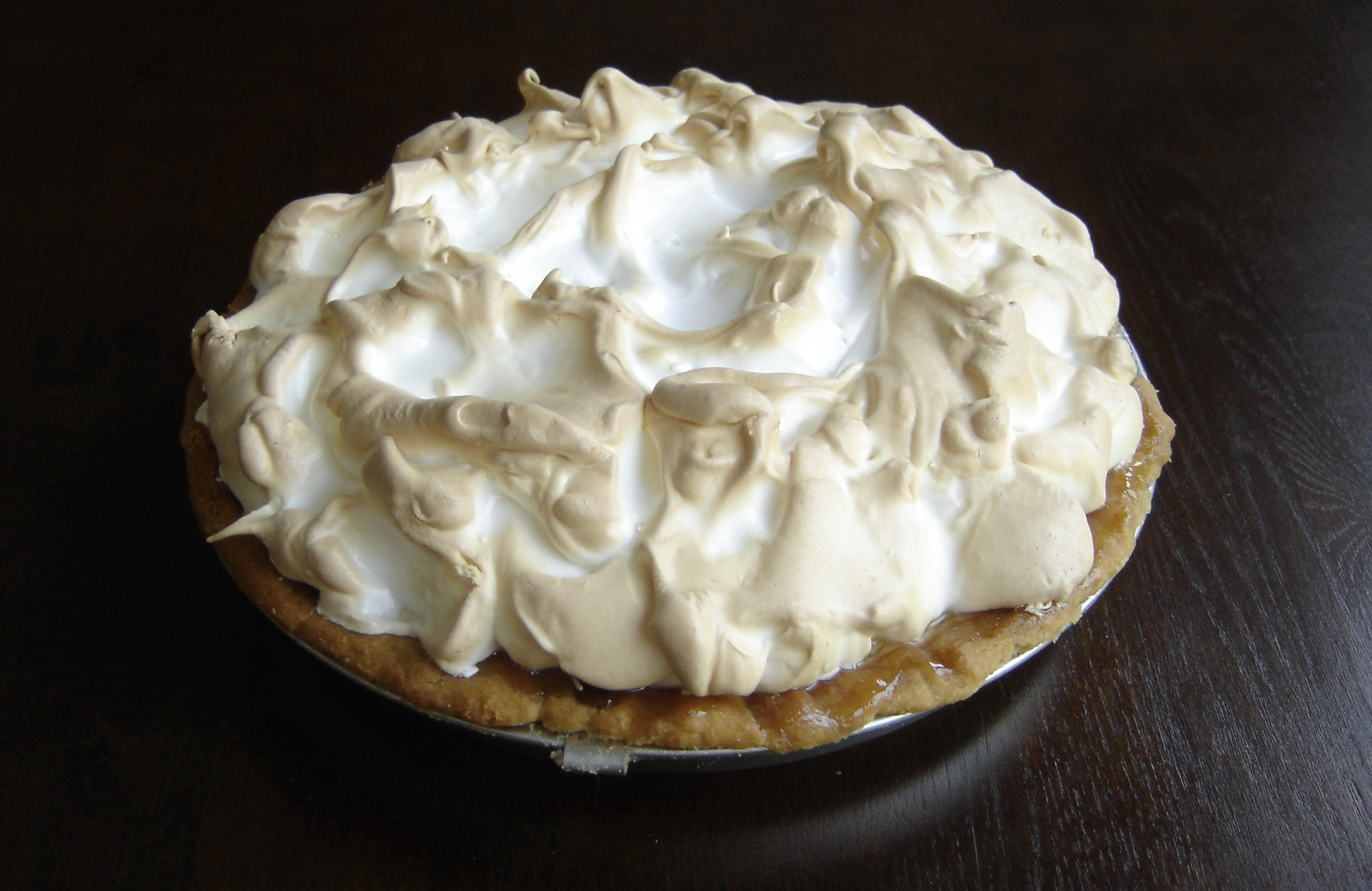
Key lime pie

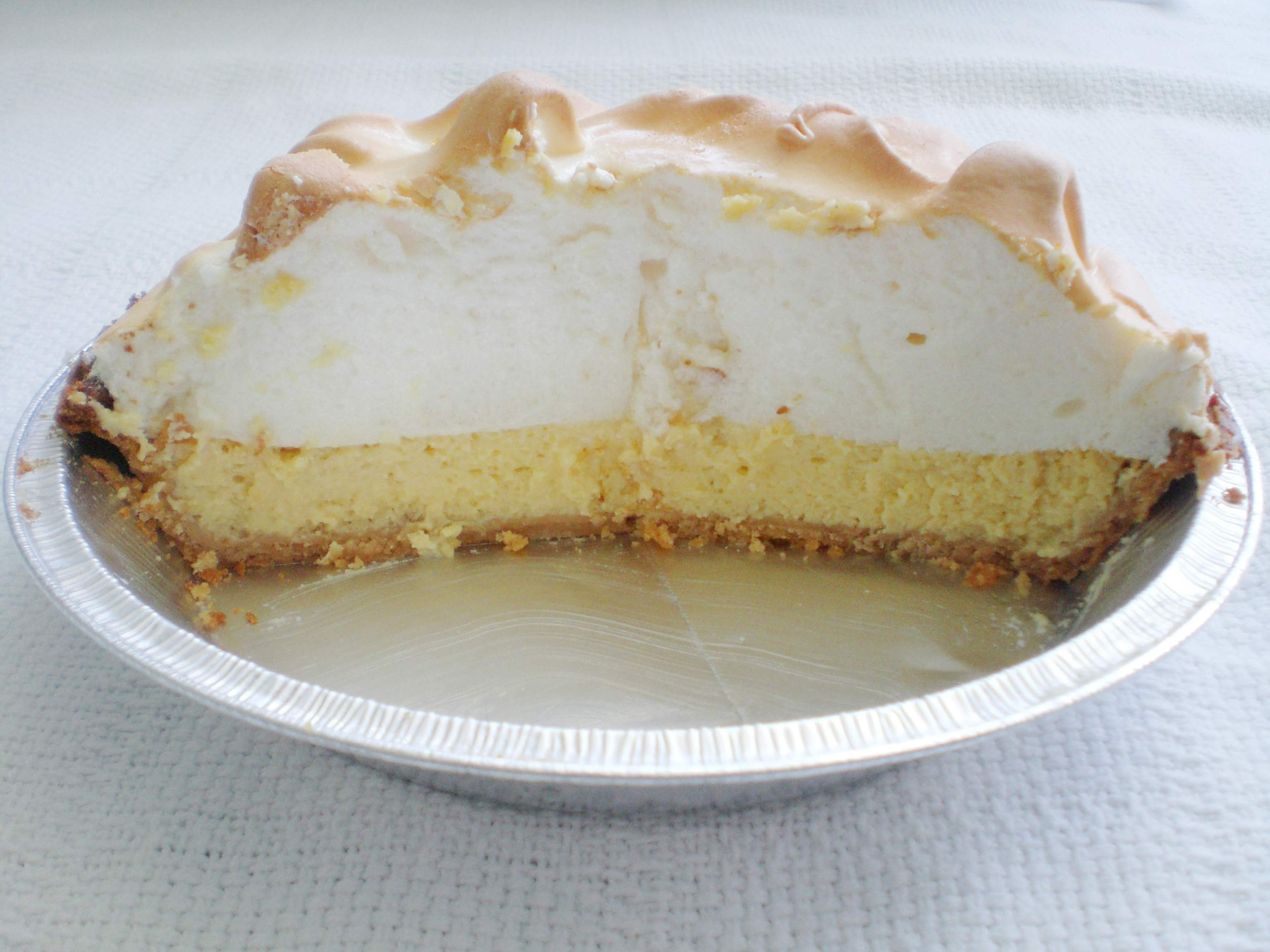
Key lime pie-bit i genomskärning

Key lime pie är en amerikansk dessert som görs på keylimesaft, äggulor, och kondenserad mjölk i ett pajskal. Den ursprungliga bahamanska versionen består av äggvitor och har marängskal på ovansidan. Rätten namngavs efter de små keylime-frukter som finns naturligt i hela Florida Keys. Medan dess taggar gör dem mindre eftertraktade, och deras tunna, gula skal mer lättförstörbara, är de surare och mer aromatiska än den vanliga persiska limen som säljs på andra ställen.
Pajen görs på kondenserad mjölk på burk, då färsk mjölk inte var vanligt i Florida Keys före moderna kylningsmetoder. Keylimesaften, till skillnad från andra limesafter, är blekgul. Fyllningen i pajen är gul likaså, till stor del på grund av äggulorna. En del kockar lägger till livsmedelsfärgämnen för att ge pajen en grön färg, vilket dock inte uppskattas av dem som lagar traditionella pajer.
När man blandar kondenserad mjölk och den syrliga limesaften inträffar en reaktion som gör att fyllningen tjocknar utan att gräddning krävs. Många tidiga recept instruerade inte kocken att grädda pajen, beroende på den kemiska reaktionen som kallas syrning, för att skapa rätt konsistens. Idag gräddas ofta pajen av säkerhetsskäl på grund av de råa äggen en kort stund, vilket även får fyllningen att tjockna än mer.

## Lagstiftning
1965 introducerade Bernie Papy, Jr., Floridas ombud, lagstiftning krävande 100 $ böter för alla som annonserar för keylime utan att den innehåller det. Motionen gick dock inte igenom. Sedan den 1 juli 2006 är pajen Floridas officiella paj.

## I populärkultur
I episoden "Easy As Pie" från tv-serien Dexter använder Dexter Morgan key lime paj spetsad med tiopental för att döda "Camilla Figg". Hon hade bett honom att hitta den perfekta pajen innan hon dog.